# ジェームス・ワイナイナ
ジェームス・ワイナイナ（Muchina James Wainaina、1981年6月16日 - ）は日本国内で活躍したケニア出身の男子陸上競技選手（長距離種目）。身長165cm。体重55kg。

## 経歴
仙台育英学園高等学校に留学中には全国高等学校駅伝競走大会で同大会初の1区3年連続区間賞を獲得するなどし活躍した。高校卒業後はスズキに就職し陸上部に所属。その後コモリコーポレーションに移籍し同社の陸上部に所属したが、2005年度に退社。コニカのエリック・ワイナイナと共にWワイナイナと呼ばれたが、左足底の故障などにより実業団就職後は期待されたほど記録を伸ばせなかった。

## 主な戦績
- 1997年　全国高等学校駅伝競走大会　1区　1位　29分00秒
- 1998年　全国高等学校総合体育大会　5000m　1位　13分46秒55
- 1998年　全国高等学校駅伝競走大会　1区　1位　29分24秒
- 1999年　全国高等学校総合体育大会　5000m　1位　14分00秒83
- 1999年　くまもと未来国体　5000m　少年A　1位　13分43秒25　大会新（当時）
- 1999年　全国高等学校駅伝競走大会　1区　1位　28分47秒
- 2000年　仙台国際ハーフマラソン大会　1位　1時間02分28秒
- 2001年　ゴールデンゲームズinのべおか　10000m　1位　28分03秒41
- 2001年　札幌国際ハーフマラソン大会　1位　1時間01分52秒
- 2001年　中部実業団対抗駅伝　3区　1位　44分35秒　区間新（当時）

## 自己ベスト
- 5000m　13分29秒65　静岡　2000年5月3日
- 10000m　28分03秒41　延岡　2001年5月26日
- 15km　43分24秒　札幌　2001年7月1日
- 10マイル　45分52秒　コサ　2001年12月9日
- 20km　58分33秒　名古屋　2003年11月24日
- ハーフマラソン　1時間01分04秒　名古屋　2001年11月23日
- 25km　1時間15分29秒　東京　2004年8月2日
- マラソン　2時間11分00秒　東京　2004年8月2日